# Commission spéciale sur les rescrits fiscaux et autres mesures similaires par leur nature ou par leur effet
La commission spéciale sur les rescrits fiscaux et autres mesures similaires par leur nature ou par leur effet (TAXE puis TAX2) est une commission spéciale du Parlement européen, dont la mission a été reconduite sur une seconde période sous le même nom.

## Contexte
En novembre 2014, le consortium international des journalistes d'investigation (ICIJ) a révélé que les rescrits fiscaux luxembourgeois étaient largement utilisés par de grandes sociétés multinationales dans le cadre de leur politique d'optimisation fiscale agressive afin de très fortement réduire le montant de leurs impôts sur les bénéfices. Ces révélations ont pris le nom de « scandale LuxLeaks » (pour Luxembourg Leaks), à la suite de fuites de rescrits fiscaux établis entre 2002 et 2010 par les filiales luxembourgeoises de grands cabinets comptables pour le compte de 343 sociétés multinationales. Bien que légaux, ces rescrits sont alors perçus comme une forme de dumping fiscal privant de nombreux États européens de leurs rentrées fiscales.
À la suite des révélations LuxLeaks, la signature de rescrits fiscaux s'est poursuivie dans les pays européens. Ainsi, pour l'année 2014, l’Administration luxembourgeoise des Contributions Directes indique avoir validé 715 rescrits. Leur contenu demeure secret : ni le nom des entreprises bénéficiaires et ni les taux effectifs d’imposition obtenus ne sont connus.
Une commission spéciale (TAXE) a été formée par le Parlement européen pour enquêter sur ces pratiques d'optimisation fiscale par lesquelles de grands groupes ont négocié secrètement avec certains pays européens des rabais importants sur leurs obligations fiscaux commis dans d'autres pays membres et bénéficier alors par ces pays d'une protection fiscale les empêchant ensuite de devoir payer les taxes dues dans d'autres pays.
Parmi ces groupent figurent les sociétés multinationales aussi importantes qu'Apple, Amazon, Heinz, Pepsi, Ikea, Deutsche Bank, Disney, HSBC Bank, Google, etc. que la commission spéciale a tenté d'inviter à venir témoigner de leurs pratiques en termes d'optimisation fiscale, mais aucune n'a souhaité répondre officiellement à l'invitation du Parlement, arguant du fait qu'il s'agirait de secrets sur les transactions commerciales. Seuls une poignée de groupes ont collaboré à la première invitation (notamment Airbus Industries, Peugeot SA).
Le 6 octobre 2015 au conseil Ecofin, à la suite des recommandations préliminaires de la commission spéciale, un accord a été trouvé sur la transparence des rescrits (rulings en anglais), qui viserait à la mise en œuvre d'une directive transparence au 1er janvier 2017 . À la suite de quoi la plupart des groupes invités ont accepté de participer dans les derniers jours de la mission, en fournissant des réponses minimales qui n'ont pu être complètement étudiées.
Le rapport final de cette première commission est voté en session plénière du Parlement européen en novembre 2015.
Une commission spéciale identique (TAX2) est réactivée dans la foulée, pour six mois supplémentaires, afin de continuer les investigations sur les pratiques fiscales en Europe. Une autre directive dite Accis, pour l'établissement d'une assiette consolidée de l'impôt sur les sociétés pourrait voir le jour à partir de 2018 sur la base de ses investigations.

## Membres de la commission
Alain Lamassoure préside cette commission spéciale composée de membres en majorité issus du PPE (démocrates-chrétiens).
| Nom                      | Position au sein de la commission | Pays               | Groupe    |
| ------------------------ | --------------------------------- | ------------------ | --------- |
| Alain Lamassoure         | Président                         | France             | PPE       |
| Elisa Ferreira           | Co-rapportrice                    | Portugal           | S&D       |
| Michael Theurer          | Co-rapporteur                     | Allemagne          | ADLE      |
| Burkhard Balz            |                                   | Allemagne          | PPE       |
| Markus Ferber            |                                   | Allemagne          | PPE       |
| Ildikó Gáll-Pelcz        |                                   | Hongrie            | PPE       |
| Gunnar Hökmark           |                                   | Suède              | PPE       |
| Danuta Maria Hübner      |                                   | Pologne            | PPE       |
| Esther de Lange          |                                   | Pays-Bas           | PPE       |
| Othmar Karas             |                                   | Autriche           | PPE       |
| Georgios Kyrtsos         |                                   | Grèce              | PPE       |
| Thomas Mann              |                                   | Allemagne          | PPE       |
| Luděk Niedermayer        |                                   | République tchèque | PPE       |
| Eva Paunova              |                                   | Bulgarie           | PPE       |
| Theodor Dumitru Stolojan |                                   | Roumanie           | PPE       |
| Tom Vandenkendelaere     |                                   | Belgique           | PPE       |
| Ashley Peter Fox         |                                   | Royaume-Uni        | CRE       |
| Zdzisław Krasnodębski    |                                   | Pologne            | CRE       |
| Bernd Lucke              |                                   | Allemagne          | CRE       |
| Morten Messerschmidt     |                                   | Danemark           | CRE       |
| Sylvie Goulard           |                                   | France             | ADLE      |
| Petr Ježek               |                                   | République tchèque | ADLE      |
| Cora van Nieuwenhuizen   |                                   | Pays-Bas           | ADLE      |
| Hugues Bayet             |                                   | Belgique           | S&D       |
| Pervenche Berès          |                                   | France             | S&D       |
| Eider Gardiazabal Rubial |                                   | Espagne            | S&D       |
| Neena Gill               |                                   | Royaume-Uni        | S&D       |
| Roberto Gualtieri        |                                   | Italie             | S&D       |
| Éva Kaïlí                |                                   | Grèce              | S&D       |
| Jeppe Kofod              |                                   | Danemark           | S&D       |
| Marju Lauristin          |                                   | Estonie            | S&D       |
| Emmanuel Maurel          |                                   | France             | S&D       |
| Evelyn Regner            |                                   | Autriche           | S&D       |
| Peter Simon              |                                   | Allemagne          | S&D       |
| Rolandas Paksas          |                                   | Lituanie           | ELDD      |
| Marco Valli              |                                   | Italie             | ELDD      |
| Marco Zanni              |                                   | Italie             | ELDD      |
| Sven Giegold             |                                   | Espagne            | Verts/ALE |
| Eva Joly                 |                                   | France             | Verts/ALE |
| Philippe Lamberts        |                                   | Belgique           | Verts/ALE |
| Molly Scott Cato         |                                   | Royaume-Uni        | Verts/ALE |
| Paloma López Bermejo     |                                   | Espagne            | GUE/NGL   |
| Fabio De Masi            |                                   | Allemagne          | GUE/NGL   |
| Marisa Matias            |                                   | Portugal           | GUE/NGL   |
| Miguel Viegas            |                                   | Portugal           | GUE/NGL   |
| Gerolf Annemans          |                                   | Belgique           | ENL       |
| Bernard Monot            |                                   | France             | ENL       |